# Newtonia elliotii
Newtonia elliotii är en ärtväxtart som först beskrevs av Hermann August Theodor Harms, och fick sitt nu gällande namn av Ronald William John Keay. Newtonia elliotii ingår i släktet Newtonia och familjen ärtväxter. Inga underarter finns listade i Catalogue of Life.